# Паріївка (Іллінецька міська громада)
Парі́ївка — село в Україні, в Іллінецькій міській громаді Вінницького району Вінницької області.
Паріївка — приміське село, розташоване за 7 кілометрів від центру територіальної громади, міста Іллінці.

## Географія
Селом тече струмок Хмілів Яр.

## Історія
1864 року за описом Лаврентія Похилевича село належало Владиславу Ксаверійовичу Држевецькому, у ньому мешкало 673 селян, що обробляли 1370 десятин землі. Дерев'яна Михайлівська церква була побудована 1770 року, володіла 44 десятинами землі.
Станом на 1885 рік у колишньому власницькому селі Жаданівської волості Липовецького повіту Київської губернії мешкало 713 осіб, налічувалось 111 дворових господарств, існували православна церква, постоялий будинок і 2 водяних млини.
За переписом 1897 року кількість мешканців зросла до 963 осіб (491 чоловічої статі та 472 — жіночої), з яких 938 — православної віри.
Під час проведеного радянською владою Голодомору 1932—1933 років померло щонайменше 210 жителів села.
12 червня 2020 року, відповідно до розпорядження Кабінету Міністрів України № 707-р «Про визначення адміністративних центрів та затвердження територій територіальних громад Вінницької області» село увійшло до складу Іллінецької міської громади.
19 липня 2020 року, в результаті адміністративно-територіальної реформи та ліквідації Іллінецького району, село увійшло до складу Вінницького району.

## Населення

### Мова
Розподіл населення за рідною мовою за даними :
| Мова       | Кількість | Відсоток |
| ---------- | --------- | -------- |
| українська | 594       | 99.00%   |
| російська  | 5         | 0.83%    |
| вірменська | 1         | 0.17%    |
| Усього     | 600       | 100%     |

## Символіка
Затверджена 18 липня 2018 р. рішенням № 646 XXXIV сесії міської ради VIII скликання. Автори — В. М. Напиткін, К. М. Богатов, Г. М. Пісковська.

### Герб
У срібному щиті з червоною полум'яподібною основною чорний казан, з якого виходить половина червоного колеса від воза. В главі та з боків казан супроводжується п'ятьма зеленими трикутниками. Герб вписано у золотий декоративний картуш й увінчано золотою сільською короною. Унизу картуша напис «ПАРІЇВКА».
Герб означає легенду про походження назви від промислу перших жителів — випарювання ободів коліс для возів (герб є промовистим). Трикутники символізують численні скіфські кургани навколо села.

### Прапор
Квадратне полотнище поземно поділене язиками полум'я на білу і червону смуги у співвідношенні 5:1. На верхній смузі чорний казан, з якого виходить половина червоного колеса від воза. Вгорі та з боків казана п'ять зелених трикутників.

## Галерея

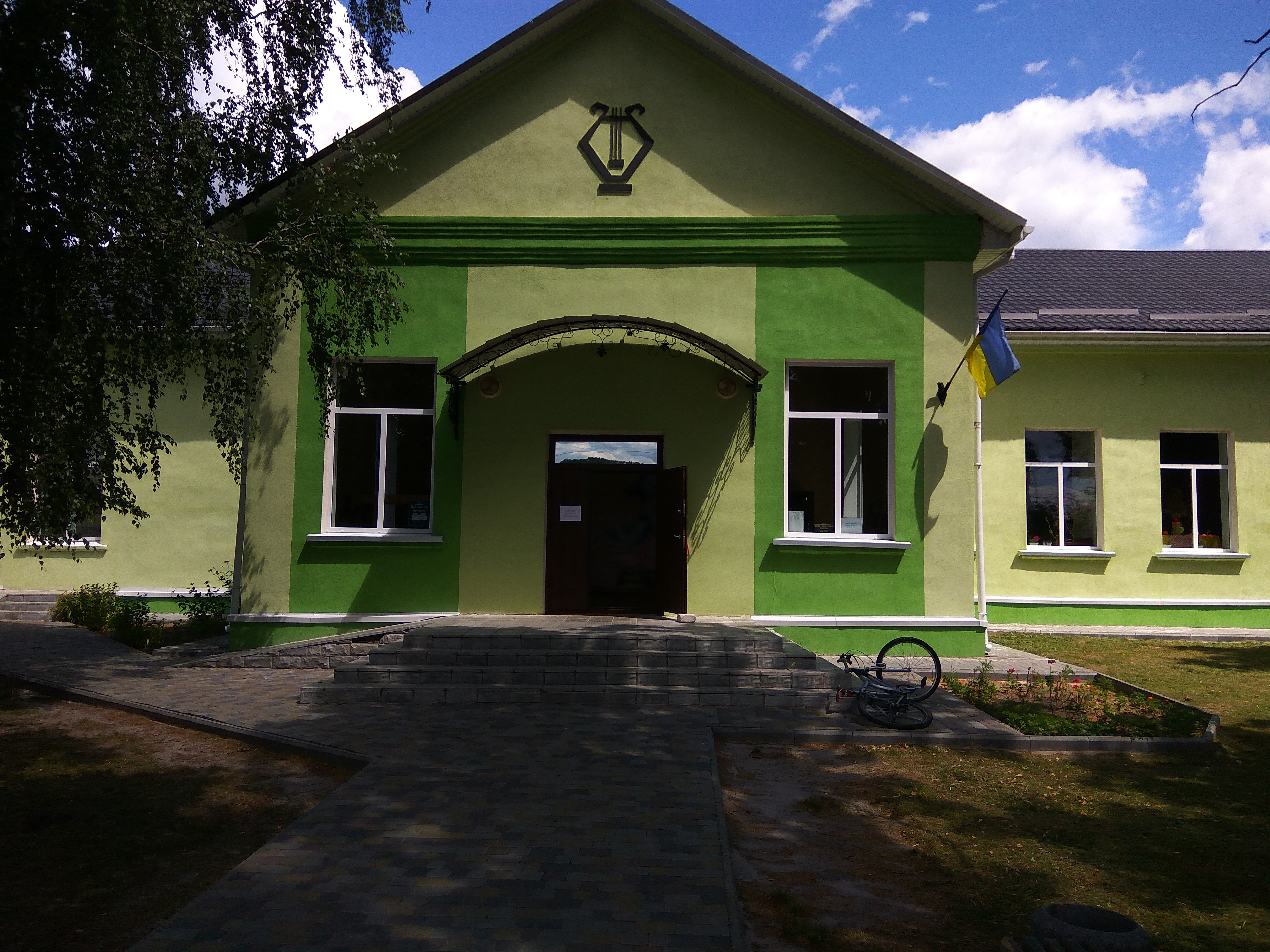
Бібліотека
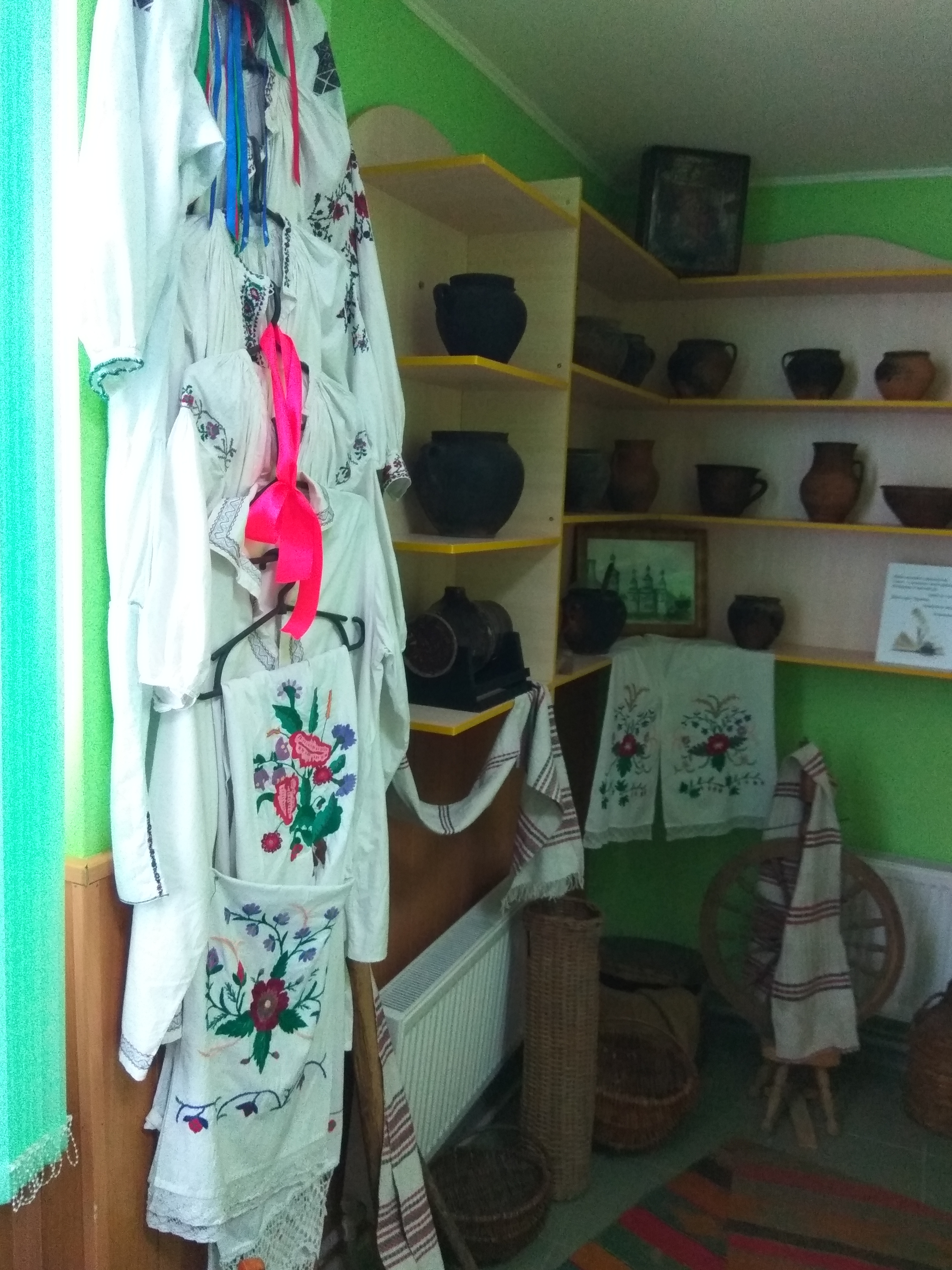
Музейний куточок
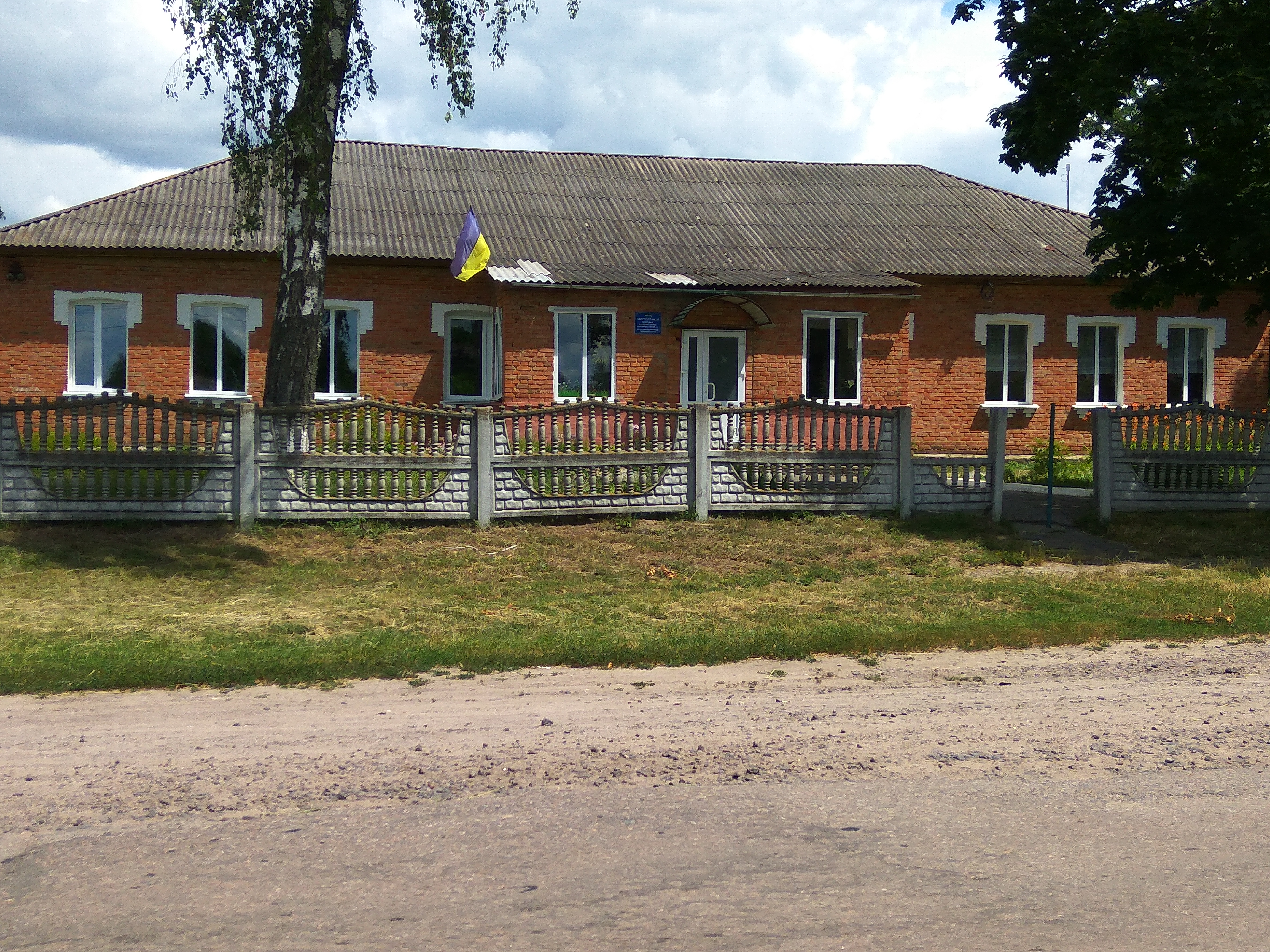
Школа
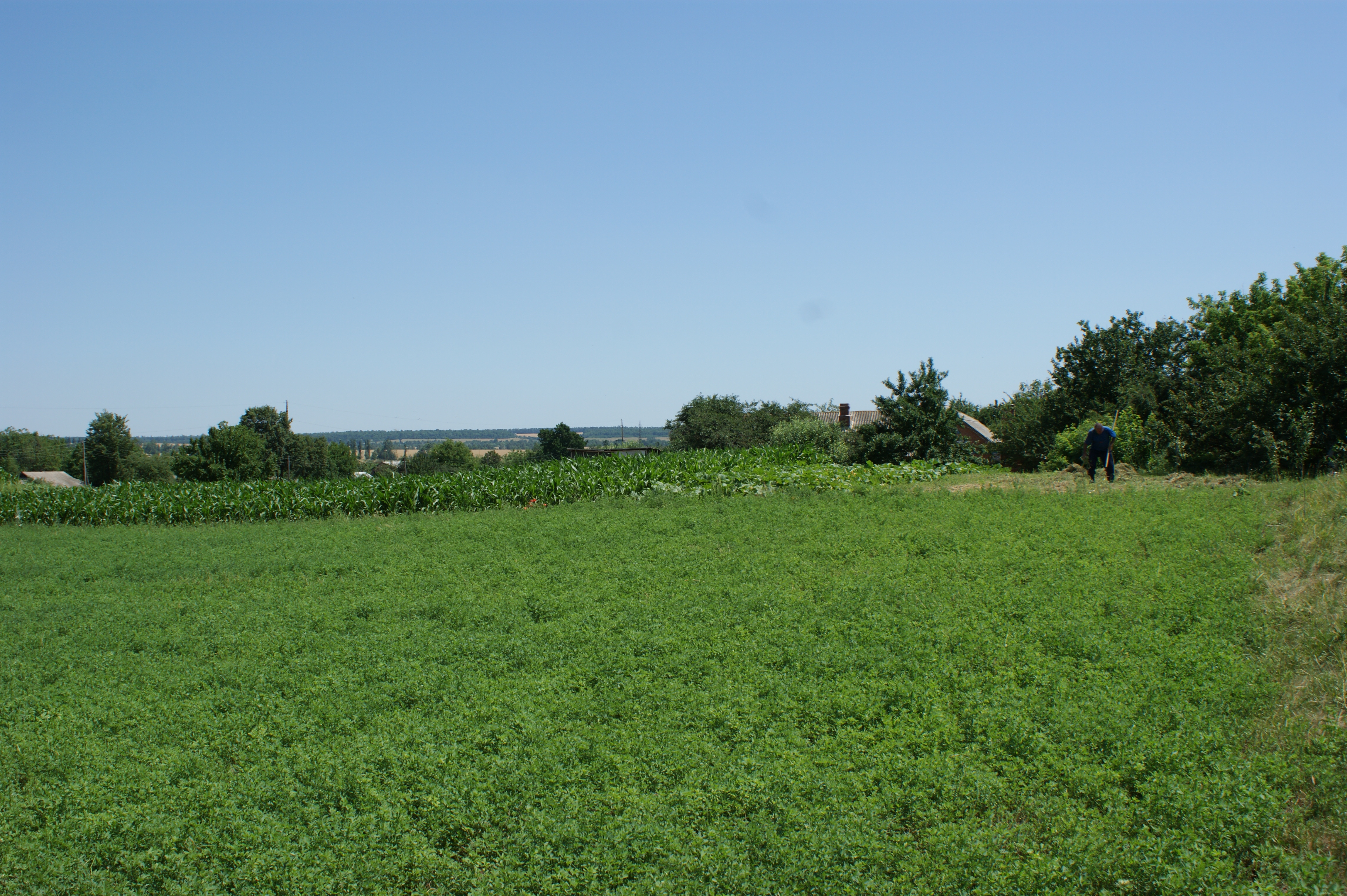
Скіфські кургани (група 1)
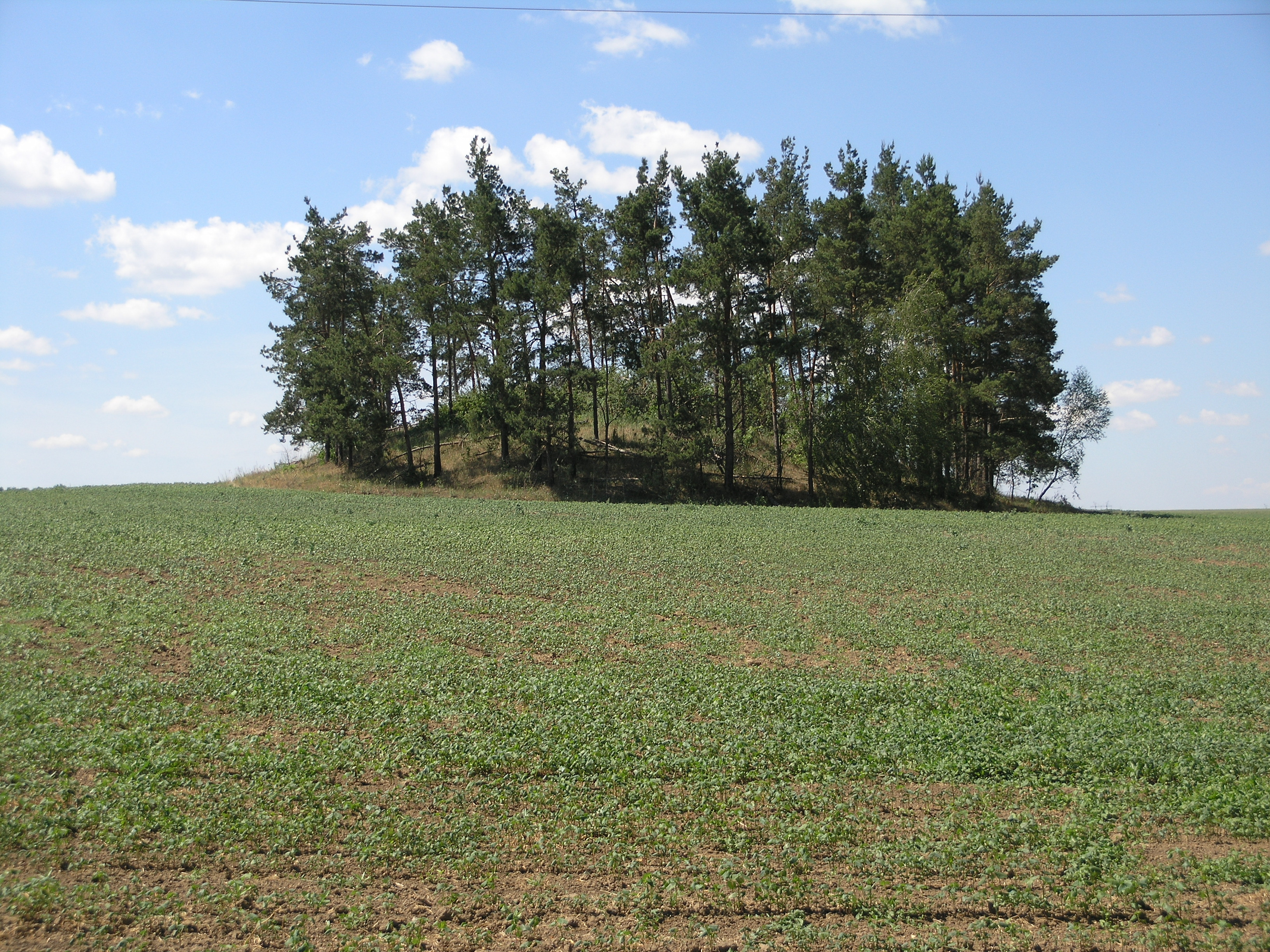
Скіфські кургани (група 2)
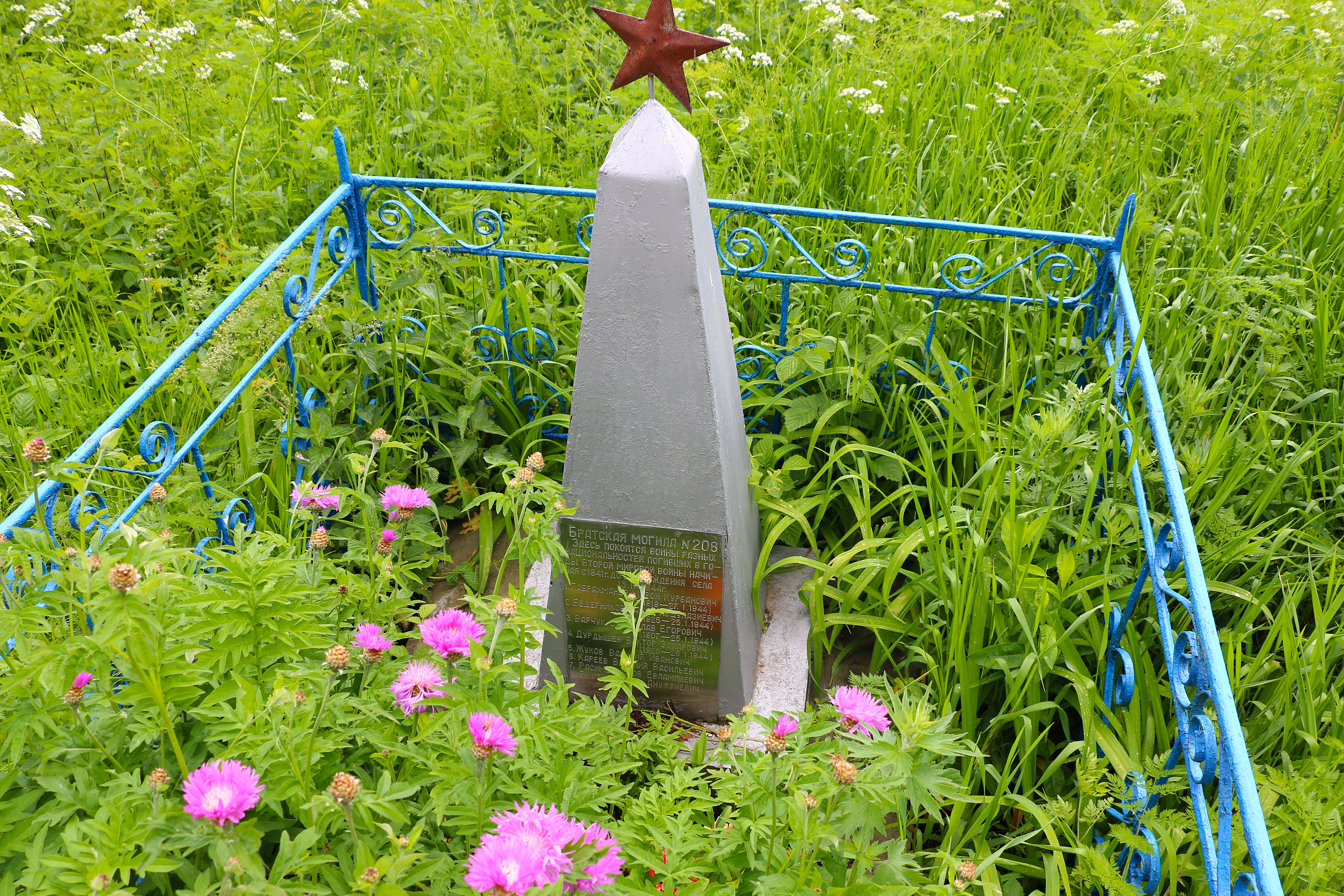
Братська могила 9 радянських воїнів
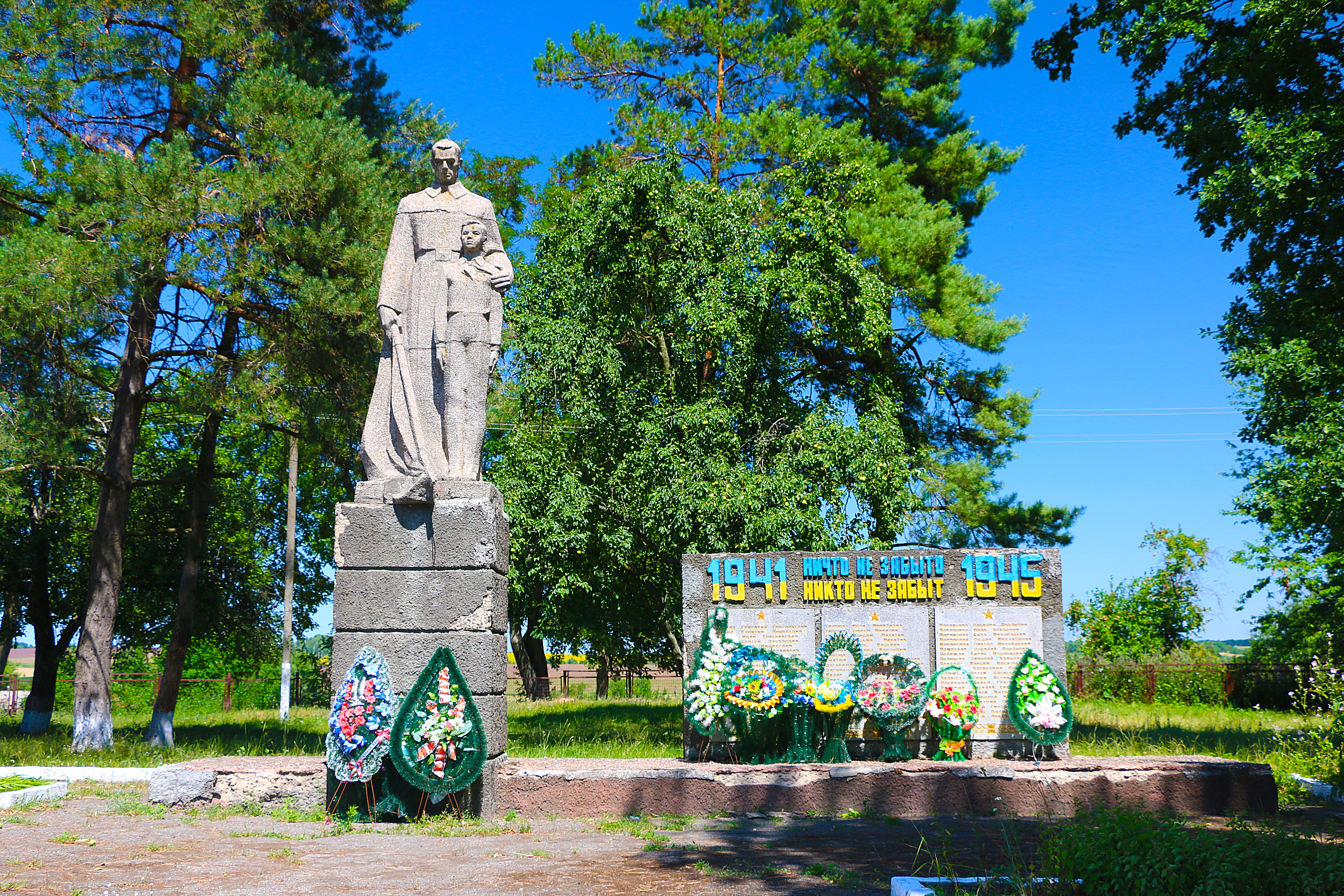
Пам'ятник 62 воїнам-односельчанам